# (766) Moguntia
(766) Moguntia – planetoida z pasa głównego asteroid okrążająca Słońce w ciągu 5 lat i 93 dni w średniej odległości 3,02 au. Została odkryta 29 września 1913 roku w Landessternwarte Heidelberg-Königstuhl w Heidelbergu przez Franza Kaisera. Nazwa pochodzi od Moguntiacum, łacińskiej nazwy miasta Moguncja, gdzie odkrywca był wykładowcą na Uniwersytecie. Przed nadaniem nazwy planetoida nosiła oznaczenie tymczasowe (766) 1913 SW.